# Мрежичко (Бургасская область)
Мрежичко (болг. Мрежичко) — село в Болгарии. Находится в Бургасской области, входит в общину Руен. Население составляет 541 человек (2022).

## Политическая ситуация
В местном кметстве Мрежичко, в состав которого входит Мрежичко, должность кмета (старосты) исполняет Феим Халил Юсеин (Движение за права и свободы (ДПС)) по результатам выборов правления кметства.
Кмет (мэр) общины Руен — Дурхан Мехмед Мустафа (Движение за права и свободы (ДПС)) по результатам выборов в правление общины.